# Bonnes (Charente)
Bonnes è un comune francese di 372 abitanti situato nel dipartimento della Charente, nella regione della Nuova Aquitania.

## Società

### Evoluzione demografica
Abitanti censiti